# Галиндо, Херардо
Херардо Габриэль Галиндо Мартинес (исп. Gerardo Gabriel Galindo Martínez; родился 23 мая 1978 года в Куэрнавака, Мексика) — мексиканский футболист, выступавший на позиции полузащитника. Известный по выступлениям за УНАМ Пумас и сборную Мексики.

## Клубная карьера
Галиндо начал карьеру в клубе УНАМ Пумас. 31 августа 1997 года в матче против «Атланте» он дебютировал в мексиканской Примере. В 2004 году Херардо выиграл Клаусуру и Апертуру, а также стал обладателем трофея Чемпион чемпионов Мексики. В 2005 году он помог «пумам» выйти в финал Южноамериканского кубка и Лиги чемпионов КОНКАКАФ. 6 марта 2005 года в поединке против «Атласа» он забил свой первый гол за УНАМ Пумас.
В 2006 году Галиндо перешёл в «Некаксу». Первые сезоны он выходил в стартовом составе, но затем потерял место в основе и на правах аренды выступал за «Монтеррей» и «Тихуану». В составе «Монтеррея» в 2009 году Херардо в третий раз стал чемпионом Мексики. В конце 2011 году у него закончился контракт и в начале 2012 года он подписал контракт с «Эстудиантес Текос». 8 января в матче против «Толуки» он дебютировал за новый клуб. В начале 2013 года Херардо стал футболистом команды Лиги Ассенсо «Альтамира». 12 января в матче против своего бывшего клуба «Некаксы» он дебютировал за новую команду. Галиндо вышел на поле всего в шести матчах и по окончании сезона завершил карьеру.

## Международная карьера
4 июня 2000 года в товарищеском матче против сборной Ирландии  Галиндо дебютировал в сборную Мексики. В 2005 году он попал в заявку национальной команды на участие в розыгрыше Золотого кубка КОНКАКАФ. На турнире Херардо сыграл в матчах против сборных Гватемалы, Ямайки и Колумбии. В поединке против гватемальцев он забил гол.

## Достижения
Командные
 УНАМ Пумас
- Чемпионат Мексики по футболу — Клаусура 2004
- Чемпионат Мексики по футболу — Апертура 2004
- Обладатель трофея Чемпион чемпионов Мексики — 2004
- Обладатель Кубка Сантьяго Бернабеу — 2004

 «Монтеррей»
- Чемпионат Мексики по футболу — Апертура 2009